# Superpuchar Polski w piłce siatkowej kobiet (2020)
Superpuchar Polskiej Ligi Siatkówki 2015-2020 – siódma edycja rozgrywek o Superpuchar Polski rozegrał się 16 grudnia 2020 roku. Zorganizowana przez Polską Ligę Siatkówki (PLS) pod patronatem Polskiego Związku Piłki Siatkowej (PZPS). W meczu o Superpuchar udział wzięły dwa kluby, które przez okres 2015-2020 zdobywały Superpuchar Polski - Grupa Azoty Chemik Police i Grot Budowlani Łódź.
Po raz trzeci zdobywcą Superpucharu Polski został klub Grot Budowlani Łódź.
MVP spotkania wybrana została Amerykanka Veronica Jones-Perry.

## Drużyny uczestniczące
| Drużyna                   | Liczba Superpucharów Polski (rok) |
| ------------------------- | --------------------------------- |
| Grupa Azoty Chemik Police | 2 (2015, 2019)                    |
| Grot Budowlani Łódź       | 2 (2017, 2018)                    |

## Mecz
Środa, 16 grudnia 2020 – 20:30 (UTC+02:00) • Hala widowiskowo-sportowa HWS im. Z. Niedzieli, Lublin
Widzów: 0
Czas trwania meczu: 132 minut
Sędziowie: Mirosław Beń i Maciej Twardowski
| Grupa Azoty Chemik Police        | 1:3                                 | Grot Budowlani Łódź         |
| Jovana Brakočević-Canzian 17 pkt | (25:21, 19:25, 23:25, 22:25) raport | Veronica Jones-Perry 27 pkt |

| Poz.                 | Nr | Zawodnik                  | 1          | 2           | 3          | 4          | 5 | Pkt |
| -------------------- | -- | ------------------------- | ---------- | ----------- | ---------- | ---------- | - | --- |
| P                    | 2  | Martyna Grajber           | 5 dwa      | 5 dwa       | 4 jeden    | 5 dwa      |   | 4   |
| R                    | 4  | Marlena Kowalewska        | 4 jeden    | 4 jeden     | 9 sześć    | 4 jeden    |   | 1   |
| Ś                    | 5  | Agnieszka Kąkolewska      | 6 trzy     | 6 trzy      | 5 dwa      |            |   | 8   |
| A                    | 6  | Jovana Brakočević-Canzian | 7 cztery   | 7 cztery    | 6 trzy     | 7 cztery   |   | 17  |
| Ś                    | 9  | Iga Wasilewska            | 9 sześć    | 9 sześć     | 8 pięć     | 9 sześć    |   | 15  |
| P                    | 11 | Martyna Łukasik           | 8 pięć     | 8 pięć      |            |            |   | 1   |
| L                    | 13 | Paulina Maj-Erwardt       | L          | L           | L          | L          |   |     |
| Zmiany               |    |                           |            |             |            |            |   |     |
| Ś                    | 8  | Indy Baijens              | 13 zmiana4 |             |            | 6 trzy     |   | 7   |
| P                    | 11 | Martyna Łukasik           |            |             | 18 zmiana9 | 18 zmiana9 |   |     |
| P                    | 12 | Samara Almeida            |            | 20 zmiana11 | 7 cztery   | 8 pięć     |   | 10  |
| R                    | 17 | Paulina Bałdyga           | 18 zmiana9 | 18 zmiana9  |            | 15 zmiana6 |   |     |
| Nie weszły na boisko |    |                           |            |             |            |            |   |     |
| P                    | 14 | Natalia Mędrzyk           |            |             |            |            |   |     |
| L                    | 16 | Aleksandra Żurawska       |            |             |            |            |   |     |
| Trener               |    |                           |            |             |            |            |   |     |
| Ferhat Akbaş         |    |                           |            |             |            |            |   |     |

| Poz.                  | Nr | Zawodnik             | 1           | 2          | 3           | 4           | 5 | Pkt |
| --------------------- | -- | -------------------- | ----------- | ---------- | ----------- | ----------- | - | --- |
| L                     | 1  | Maria Stenzel        | L           | L          | L           | L           |   |     |
| R                     | 2  | Julia Nowicka        | 9 sześć     | 7 cztery   | 6 trzy      | 9 sześć     |   | 3   |
| Ś                     | 5  | Małgorzata Lisiak    | 8 pięć      | 6 trzy     | 5 dwa       | 8 pięć      |   | 4   |
| P                     | 8  | Zuzanna Górecka      | 7 cztery    | 5 dwa      | 4 jeden     | 7 cztery    |   | 18  |
| A                     | 12 | Veronica Jones-Perry | 6 trzy      | 4 jeden    | 9 sześć     | 6 trzy      |   | 27  |
| P                     | 14 | Monika Fedusio       | 4 jeden     | 8 pięć     | 7 cztery    | 4 jeden     |   | 10  |
| Ś                     | 15 | Kornelia Moskwa      | 5 dwa       | 9 sześć    | 8 pięć      | 5 dwa       |   | 8   |
| Zmiany                |    |                      |             |            |             |             |   |     |
| P                     | 20 | Justyna Kędziora     | 11 zmiana2  |            | 24 zmiana15 | 24 zmiana15 |   |     |
| A                     | 24 | Paulina Damaske      | 24 zmiana15 | 14 zmiana5 |             | 14 zmiana5  |   |     |
| Nie weszły na boisko  |    |                      |             |            |             |             |   |     |
| A                     | 4  | Oliwia Michalak      |             |            |             |             |   |     |
| Ś                     | 6  | Anna Lewandowska     |             |            |             |             |   |     |
| Trener                |    |                      |             |            |             |             |   |     |
| Błażej Krzyształowicz |    |                      |             |            |             |             |   |     |

## Statystyki meczowe
| POL | STATYSTYKI        | LOD |
| 89  | MAŁE PUNKTY       | 96  |
| 50  | ATAK              | 64  |
| 11  | BLOK              | 3   |
| 2   | SERWIS            | 3   |
| 18  | BŁĘDY PRZECIWNIKA | 21  |

## Wyjściowe ustawienie drużyn
| Kowalewska Grajber Kąkolewska Brakočević-Canzian Łukasik Wasilewska Maj-Erwardt Fedusio Moskwa Jones-Perry Górecka Lisiak Nowicka Stenzel |